# Septagathammina
Septagathammina es un género de foraminífero bentónico de la subfamilia Neodiscinae, de la familia Neodiscidae, de la superfamilia Cornuspiroidea, del suborden Miliolina y del orden Miliolida. Su especie tipo es Septagathammina hubeiensis. Su rango cronoestratigráfico abarcaba desde el Artinskiense (Pérmico inferior) hasta el Changhsingiense (Pérmico superior).

## Discusión
Clasificaciones previas incluían a Septagathammina en la familia Baisalinidae.

## Clasificación
Septagathammina incluye a las siguientes especies:
- Septagathammina ampla †
- Septagathammina arenacea †
- Septagathammina asymmetrica †
- Septagathammina bella †
- Septagathammina elliptica †
- Septagathammina hubeiensis †
- Septagathammina psebaensis †
- Septagathammina pulchra †
- Septagathammina splendens †
- Septagathammina xintanensis †